# Pont de l'església de Sant Esteve
El Pont de l'església de Sant Esteve és una obra de Sant Aniol de Finestres (Garrotxa) inclosa a l'Inventari del Patrimoni Arquitectònic de Catalunya.

## Descripció
És un pont construït amb una volta feta de diverses filades de rajol i rierencs al damunt. La barana presenta el passamà i els barrots verticals de tub. L'arc de la volta del pont és de mig punt.

## Història
El pont es pogué construir gràcies a una subvenció popular feta entre el rector i els veïns de Sant Esteve de Llémena l'any 1885. Hi ha una pedra cisellada que ho recorda.